# Франкур (Па де Кале)
Франкур (фр. Framecourt) насеље је и општина у североисточној Француској у региону Север-Па д Кале, у департману Па де Кале која припада префектури Арас.
По подацима из 2011. године у општини је живело 101 становника, а густина насељености је износила 44,3 становника/km². Општина се простире на површини од 2,28 km². Налази се на средњој надморској висини од 146 метара (максималној 150 m, а минималној 128 m).

## Демографија
| 1962. | 1968. | 1975. | 1982. | 1990. | 1999. | 2011. |
| ----- | ----- | ----- | ----- | ----- | ----- | ----- |
| 103   | 117   | 92    | 110   | 117   | 113   | 101   |

График промене броја становника у току последњих година